# فالس أورينتال
فالس أورينتال (بالإسبانية: Vallès Oriental)‏ هي منطقة سكنية تقع في إسبانيا في برشلونة (مقاطعة).[بحاجة لمصدر] يقدر عدد سكانها بـ 321,431 نسمة ومساحتها 851.9 كم2 .